# Walter Summerford
Walter Summerford là một sĩ quan người Anh bị sét đánh ba lần. Câu chuyện của ông được kể lại như sau: Ông bị sét đánh trong Chiến tranh thế giới thứ nhất và liệt nửa người. Sau đó, ông bị đánh thứ hai trong chuyến đi câu cá. Cuộc tấn công thứ 3 đã giết chết ông vào năm 1924 khi đang đi bộ trong công viên. Sau đó, một cuộc tấn công thứ 4 giáng xuống phần mộ của ông vài năm sau khi ông chết.